# Condado de Pingtung
Pingtung es un condado ubicado al sur de la isla de Taiwán, en la República de China. Es famoso por el parque nacional de Kentin, el primero de Taiwán establecido en el 1 de enero de 1984.

## Historia
Pingtung y Kaohsiung fueron partes de la provincia Wan-nien durante la dinastía Qing.
En un principio, esta área de Taiwán era donde iban los criminales exiliados.
En 1664, algunos soldados cantoneses y Hakka vinieron y cultivaron la tierra con el sistema de agricultura introducido por Zheng Jing.
La provincia de Pingtung también era conocida como "el mono" y era el lugar donde vivieron los Aborígenes Simples.
A partir de 1684 fue cuando realmente empezaron a poblarlo. Los primeros pioneros venían de la provincia de Fujian. En 1734, la mayor parte del llano de Pingtung fue cultivado. En 1836, el gobierno junto a los vecinos, empezaron a construir las cuatro paredes de la ciudad y también los primeros caminos.
El 26 de diciembre de 2006,  fue centro de un terremoto de 7,1 grados.

## Administración
Ciudad
1. Pingtung City (屏東市)

Municipios
Municipios Urbanos
1. Chaojhou Township (潮州鎮)
2. Donggang Township (東港鎮)
3. Hengchun Township (恆春鎮)

Municipios Rurales
1. Changjhih Township (長治鄉)
2. Checheng Township (車城鄉)
3. Chunrih Township (春日鄉)
4. Fangliao Township (枋寮鄉)
5. Fangshan Township (枋山鄉)
6. Gaoshu Township (高樹鄉)
7. Jhutian Township (竹田鄉)
8. Jiadong Township (佳冬鄉)
9. Jiouru Township (九如鄉)
10. Kanding Township (崁頂鄉)
11. Laiyi Township (來義鄉)
12. Ligang Township (里港鄉)
13. Linbian Township (林邊鄉)
14. Linluo Township (麟洛鄉)
15. Liouciou Township (琉球鄉)
16. Mahia Township (瑪家鄉)
17. Manjhou Township (滿州鄉)
18. Mudan Township (牡丹鄉)
19. Nanjhou Township (南州鄉)
20. Neipu Township (內埔鄉)
21. Wandan Township (萬丹鄉)
22. Sandimen Township (三地門鄉)
23. Shihzih Township (獅子鄉)
24. Sinpi Township (新埤鄉)
25. Sinyuan Township (新園鄉)
26. Taiwu Township (泰武鄉)
27. Wanluan Township (萬巒鄉)
28. Wutai Township (霧臺鄉)
29. Yanpu Township (鹽埔鄉)

## Enseñanzas superiores
- Universidad Nacional de Pingtung]]
- Universidad Nacional de Ciencia y Tecnología de Pingtung
- Instituto Nacional de Comercio
- Universidad de Tajen
- Instituto Tecnológico y Comercial de Yung Ta
- Instituto Tecnológico de Meiho
- Colegio de Kao Fong

## Pabellones deportivos
Instalaciones deportivas de pingtung:
- Piscina
- Campo de béisbol

## Aeropuertos
- Aeropuerto Nacional de Pingtung
- Aeropuerto Nacional de Hengchun

- Datos: Q194989
- Multimedia: Pingtung County / Q194989